# Chapelle de Grimohaye
Pour les articles homonymes, voir Chapelle Notre-Dame des Affligés.
La chapelle de Grimohaye, également appelée chapelle Notre-Dame des Affligés ou chapelle du Loup, est une chapelle baroque située à Limal, section de la commune belge de Wavre, en Brabant wallon.
La chapelle en ruines abritait jadis une statue de la Vierge invoquée pour conjurer les maladies infantiles.

## Localisation

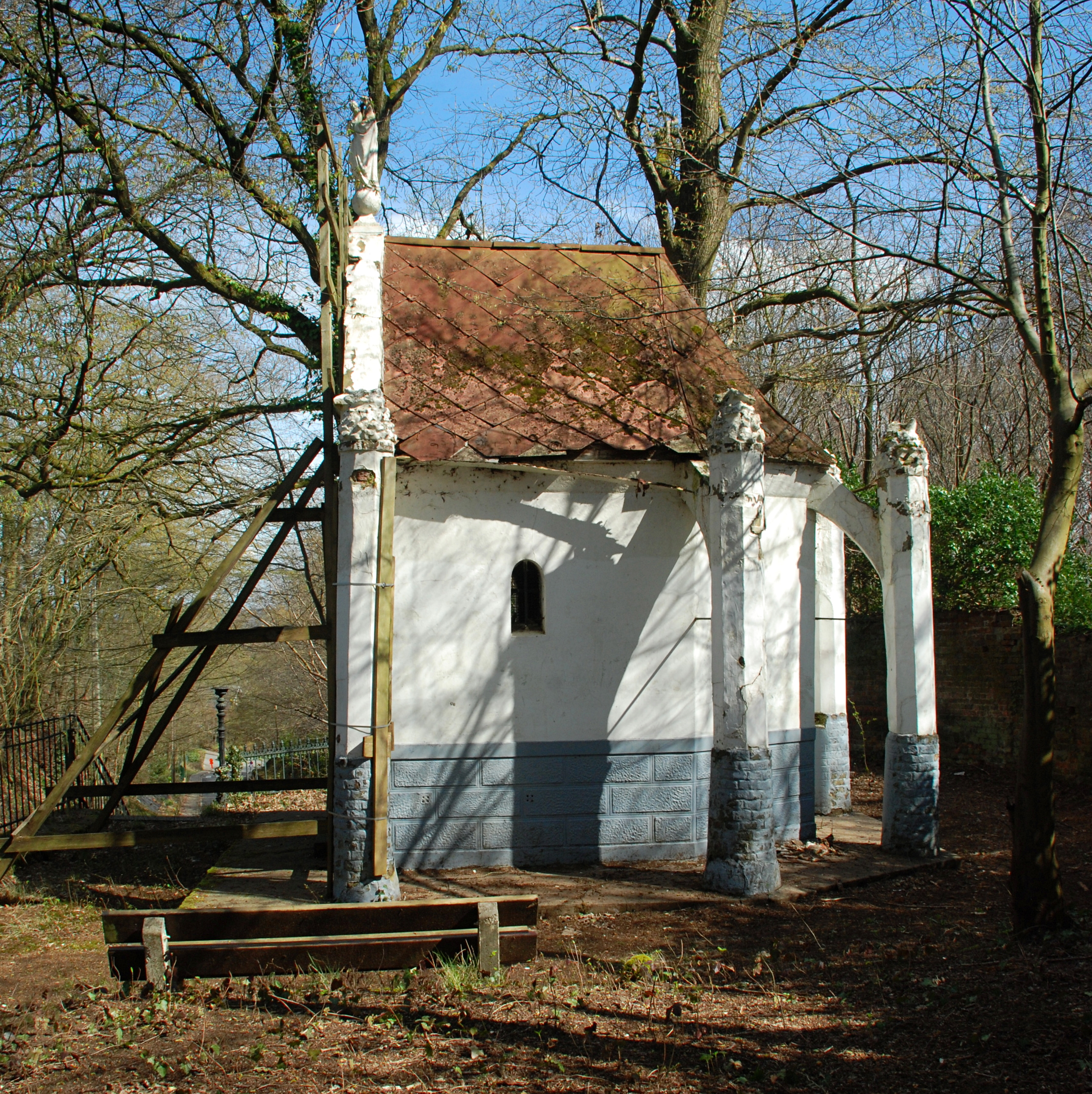
Façade latérale ouest (état 2016).

La chapelle, à laquelle on accède par un escalier rustique, se dresse sur un talus en briques, en bordure du bois de Grimohaye, le long du même nom, à 1 km à l'ouest du centre de Limal.

## Historique
En 1684, le doyen Martinez légua 80 florins pour élever la chapelle de Grimohaye.
La chapelle a été érigée en 1688 comme l'indique le millésime qu'elle porte en façade,.
Elle a subi des transformations vers 1859 et vers 1910. Six arcs boutants ont été ajoutés au XIXe siècle.
Elle fait l'objet d'un classement au titre des monuments historiques depuis le 26 mars 1980.
Le pignon avant et deux colonnes de soutènement menaçant de s'effondrer, la Ville de Wavre a étançonné la chapelle et en a barré l'accès en 2008.
En 2016, la chapelle est toujours en attente de rénovation et est dans un grand état de délabrement.

## Architecture extérieure
La chapelle présente une orientation inhabituelle : son chevet est dirigé vers le sud (et non vers l'est) et sa façade principale est dirigée vers le nord (et non vers l'ouest). 
Couverte de tuiles en fibrociment orange, elle possède des façades enduites et peintes en blanc, avec un soubassement à bossages plats et lignes de refends peint en gris.
La façade principale, orientée au nord, est percée d'une porte à l'encadrement de grès ferrugineux, dont les piédroits supportent un arc surbaissé à clé d'arc saillante surmonté d'un larmier et d'un relief figurant un calice.
Plus haut, une plaque de pierre bleue (petit granit) affiche le millésime de 1688.
Les façades latérales, percées de petites baies cintrées, sont soutenues par six arcs-boutants composés de colonnettes reposant sur des contreforts hexagonaux surmontés de pinacles très rustiques et reliés à la chapelle par des arcades.
Au sud, la chapelle présente un chevet à pans.

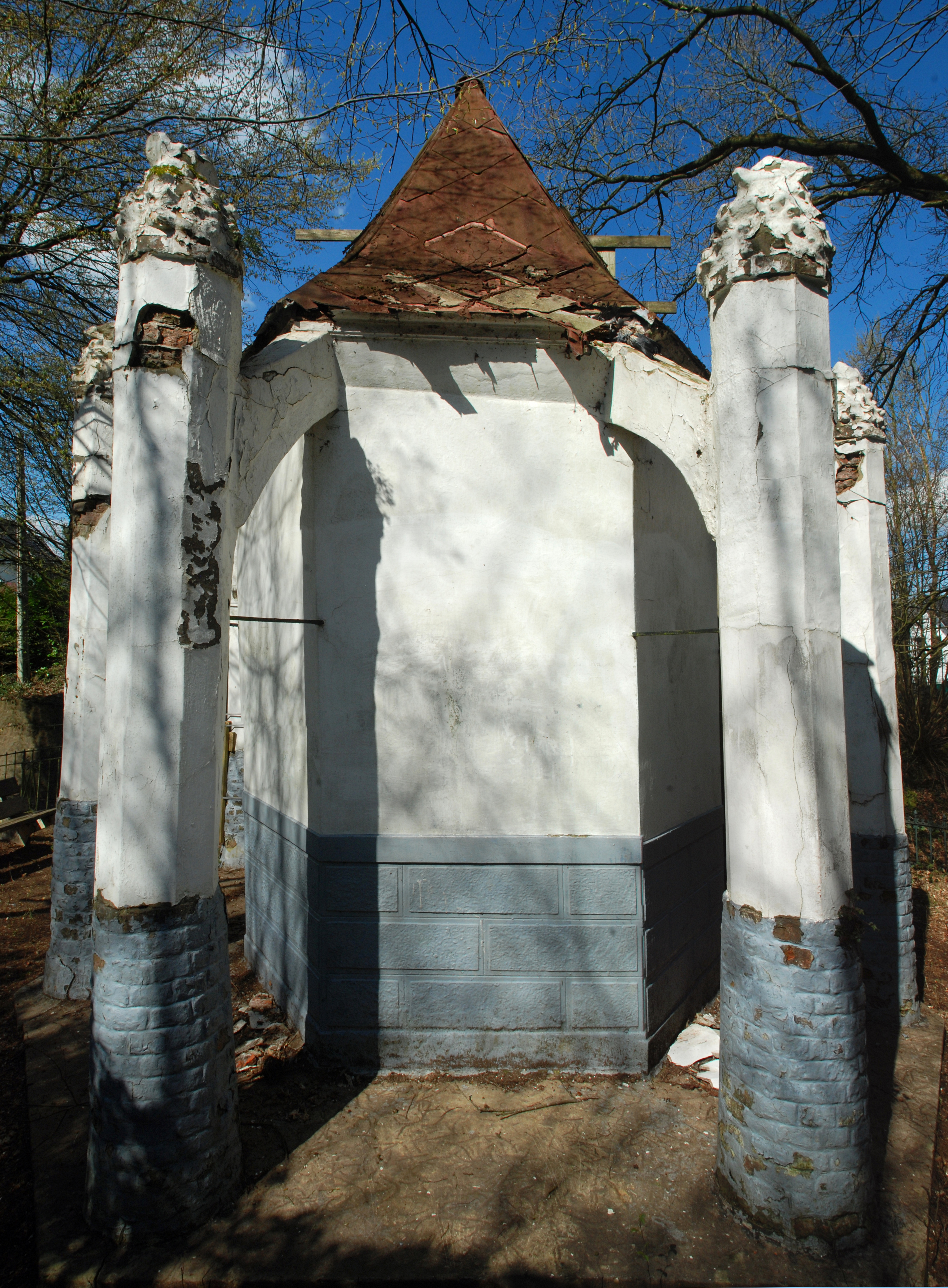
Le chevet à pans.
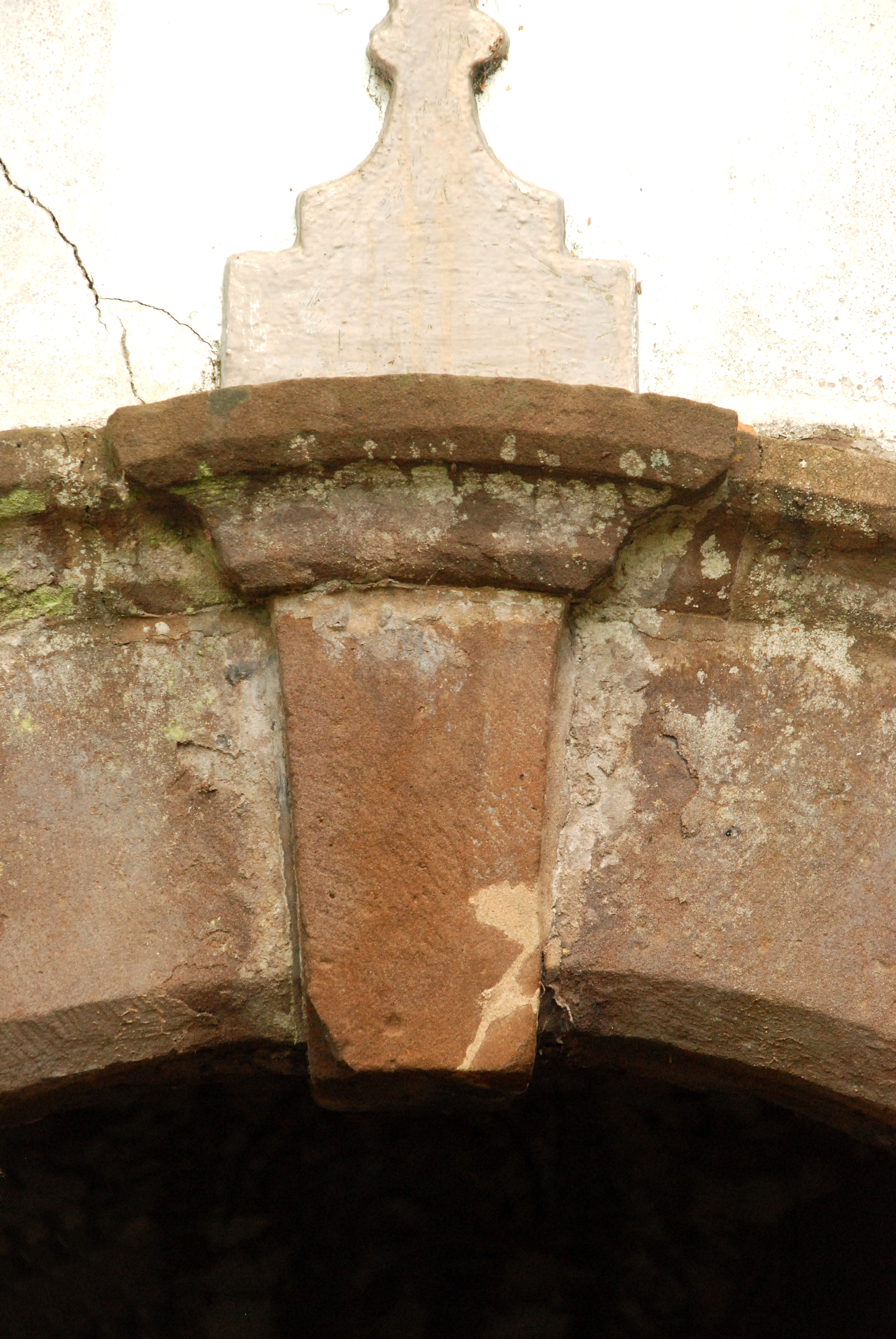
La clé d'arc.
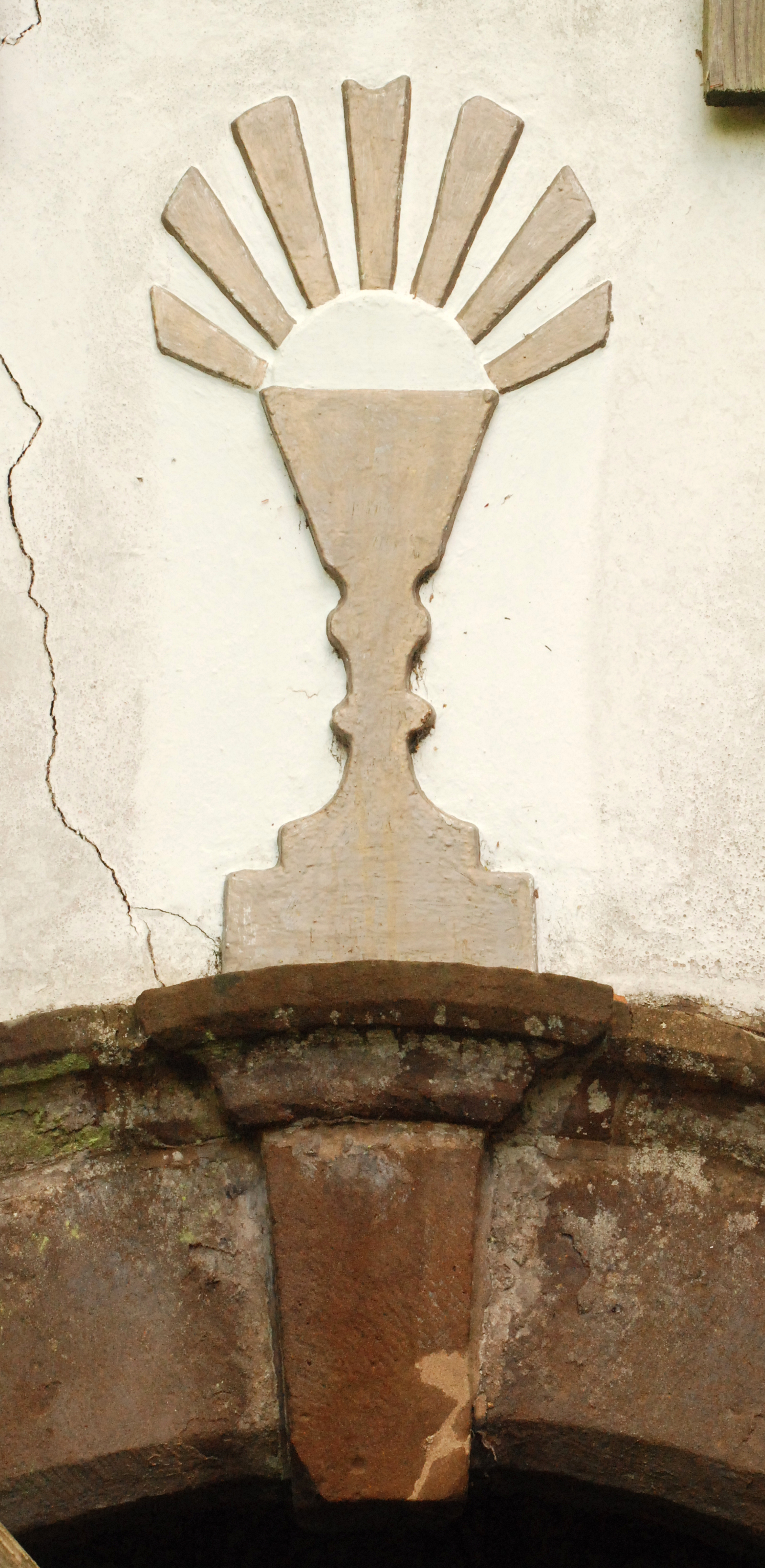
Le calice.
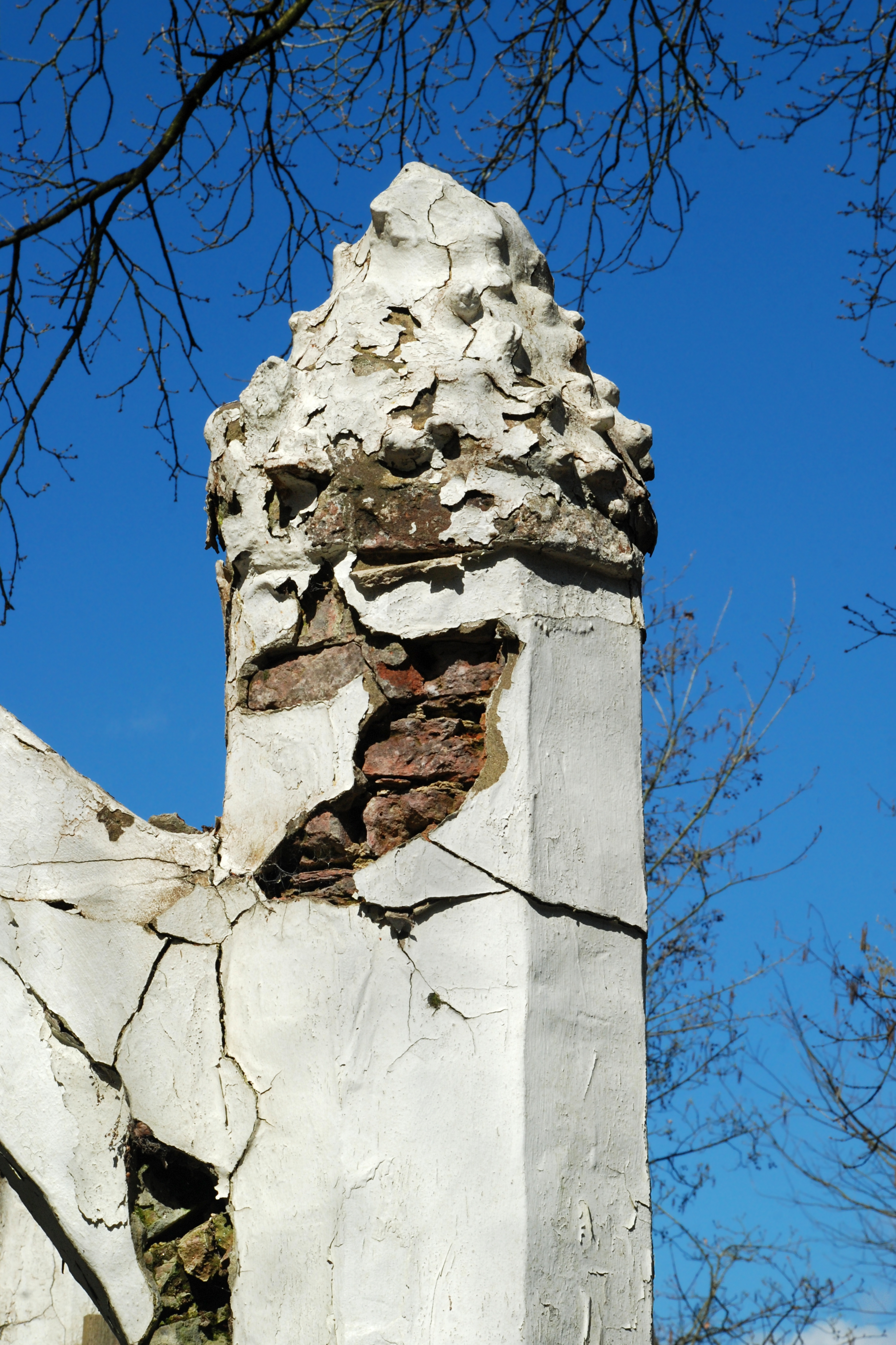
Pinacle.

## Architecture intérieure

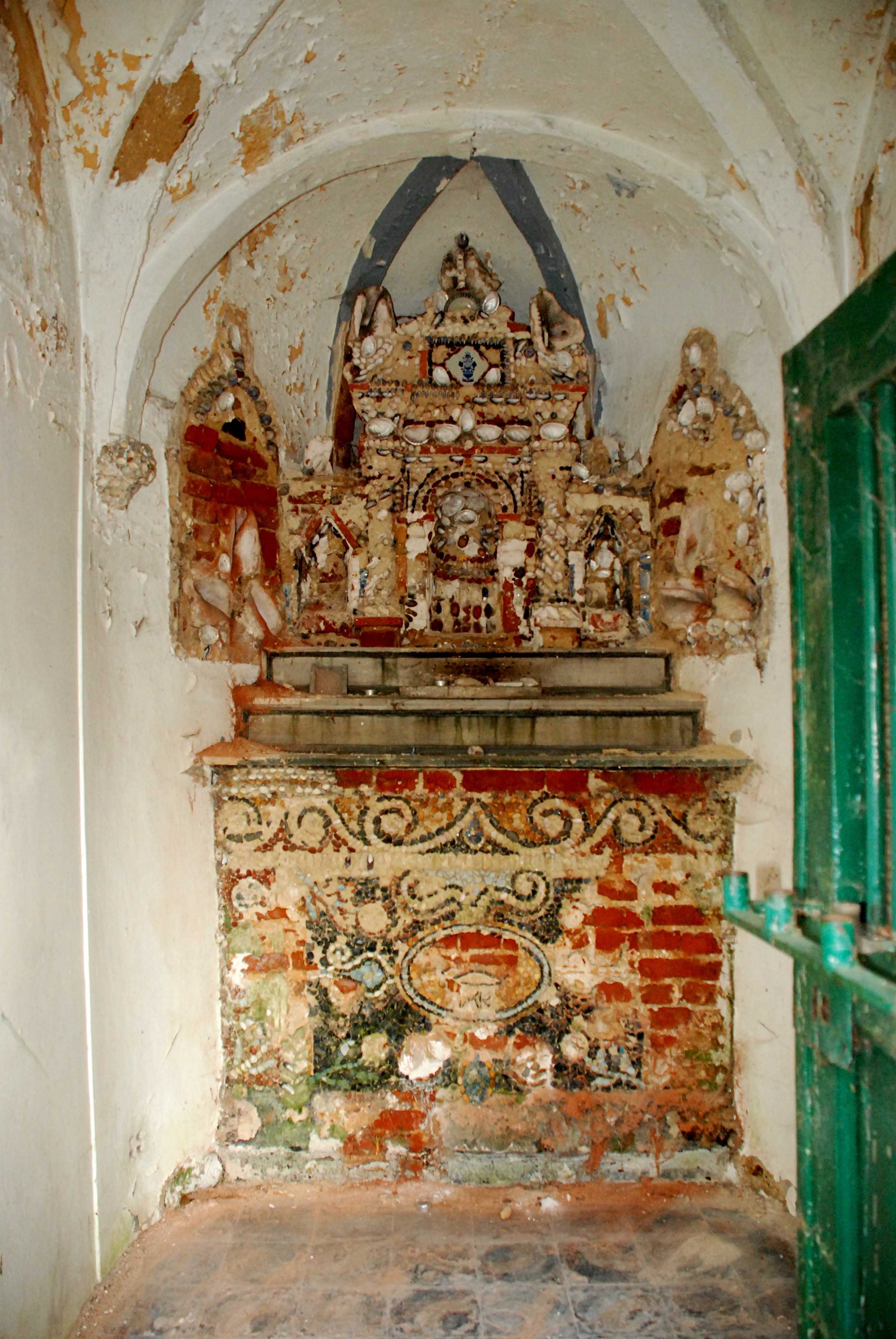
L'autel.

L'intérieur de la chapelle, peint en blanc, est orné d'un autel rustique très dégradé fait de briques rouges, haut en couleur, dont la décoration est faite de coquillages et de cailloux.

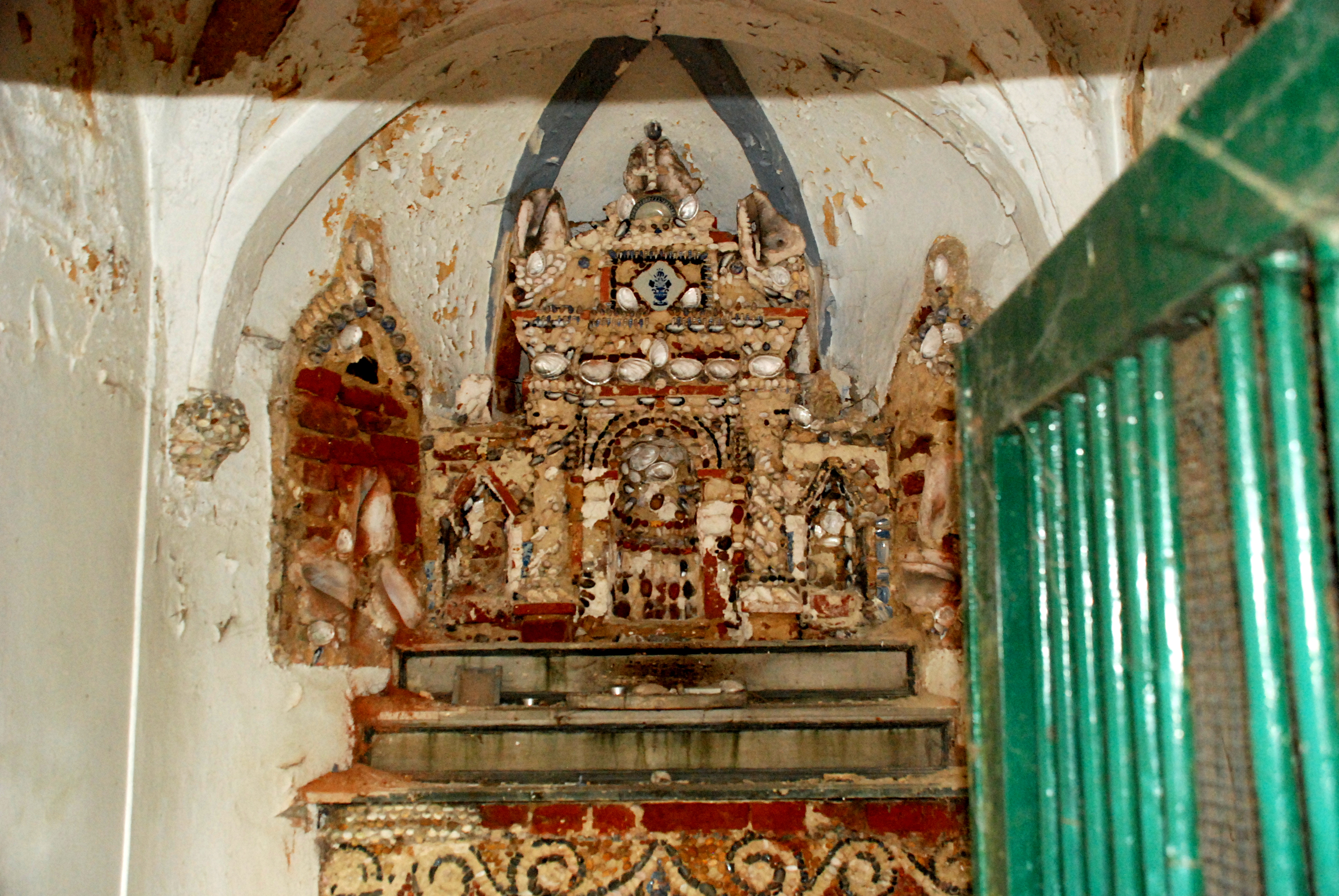
Le retable.